# Alexander von Keyserling
Alexander (Andreëvich) Friedrich Michael Lebrecht Nikolaus Arthur von der Graf Keyserling (Kabillen, Curlandia, luego provincia del Imperio ruso (hoy Letonia; 15 de agosto de 1815-Rayküll, Estonia; 8 de mayo de 1891) fue un Conde, paleontólogo, naturalista, y geólogo alemán del Imperio ruso.
Era hijo del conde Heinrich Dietrich Wilhelm von Keyserling y de su esposa Anne Amélie Bénigne von Nolde, y formó parte de una pujante familia aristocrática germano-báltica. Es considerado uno de los fundadores de la geología rusa, realizó numerosas expediciones a cuenta de su amigo, el zar Nicolas I (1796-1855). Además de sus trabajos en geología, fue activo en investigaciones en botánica y en zoología.
Se casó en 1844 la condesa Zénaide Cancrin (1821-1885), hija del célebre ministro de Finanzas Georg Cancrin, de Nicolas I. En 1847, se retiró de su carrera académica, a Rayküll que había adquirido como dote para su matrimonio con la hija del ministro de Finanzas ruso George Cancrin. Ocupó varios cargos, entre ellos curador de la Universidad de Tartu (1862-1869).

## Algunas publicaciones

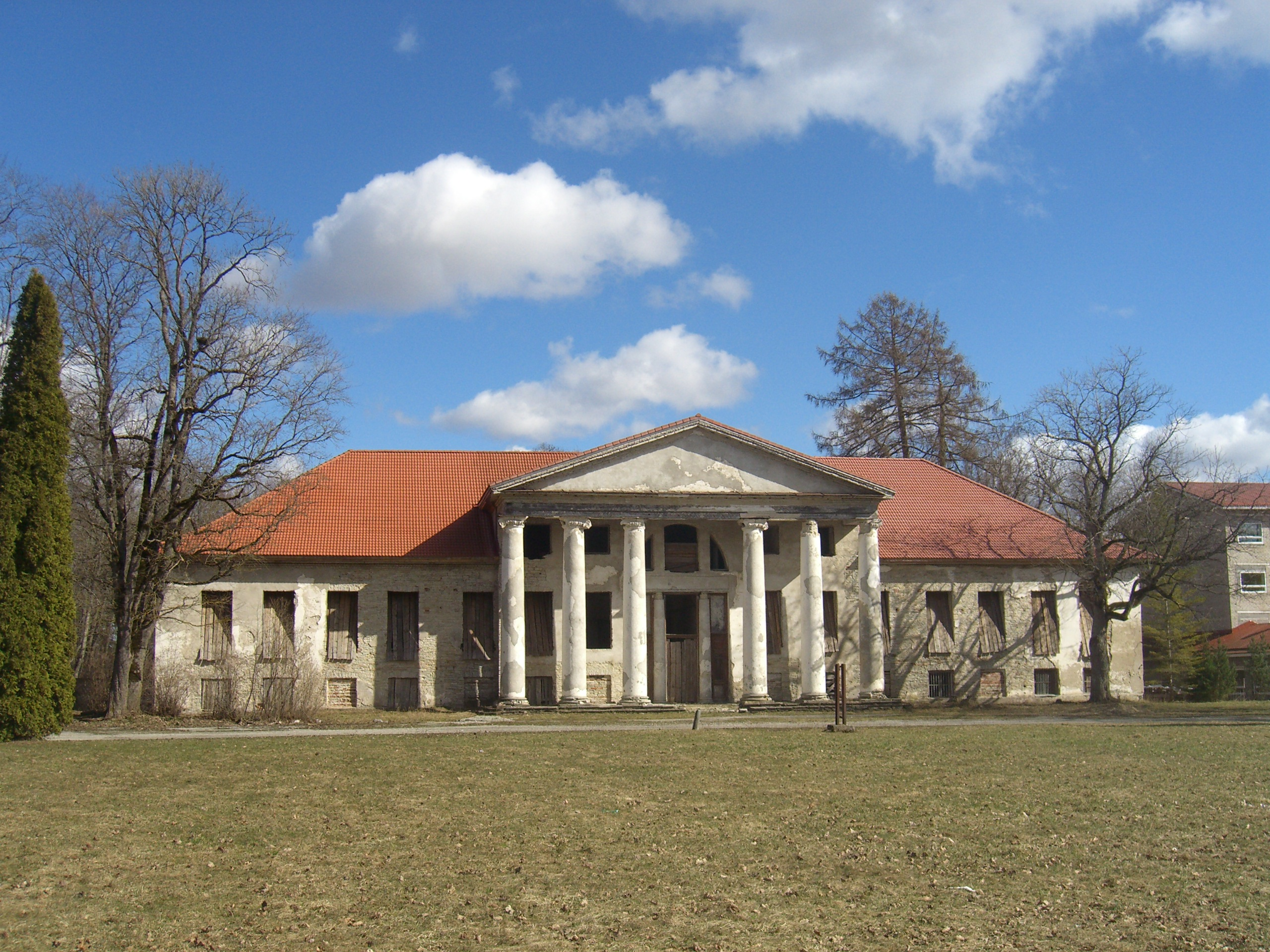
Vista del château de Rayküll, propiedad de Keyserling

- Con Johann Heinrich Blasius (1809-1870), Die Wirbelthiere Europa's (Los mamíferos de Europa) dos tomos en un volumen, F. Vieweg und Sohn, Braunschweig, 1840
- Con Roderick Impey Murchison, Édouard de Verneuil. The Geology of Russia in Europe and the Ural Mountains... Editor J. Murray, 1845
- Con Paul Theodor von Krusenstern (1809-1881) Wissenschaftliche Beobachtungen auf einer Reise in das Petschora-Land, im Jahre 1843 (Observaciones científicas durante un viaje a la tierra de Petschora, en 1843) C. Kray, San Petersburgo, 1846
- Fossile Mollusken. San Petersburgo, 1848
- Der nördliche Ural und das Küstengebirge Pai-Choi, untersucht und beschrieben von einer in den Jahren 1847, 1848 und 1850 durch die kaiserlich-russische geographische Gesellschaft ausgerüsteten Expedition…  Buchdruckerei der kaiserlichen Akademie der Wissenschaften, San Petersburgo, 1853
- "Reisetagebücher des Graffen Cancrin 1840-45"[1]
- Polypodiacea et cyatheacea herbarii bungeani W. Engelmann, Leipzig, 1873
- Genus Adiantum L. Recensuit Alexander Keyserling…  Academia Imperial de las Ciencias, San Petersburgo, 1875
- Aus dem Tagebuchblättern des Grafen Alexander Keyserling…  Stuttgart, 1894

## Eponimia
Género
- (Fabaceae) Keyserlingia Bunge ex Boiss.[2]

Especies
- (Fabaceae) Astragalus keyserlingii Bunge[3]
- (Fabaceae) Tragacantha keyserlingii Kuntze[4]